# Pollone (Italia)
Pollone (Polon in piemontese) è un comune italiano di 1 958 abitanti della provincia di Biella, in Piemonte.

## Geografia fisica

### Territorio
Borgo prealpino, faceva parte della Comunità montana Valle dell'Elvo, situato a nord dell'Alta Valle, a circa 7 km ovest dal capoluogo provinciale. È infatti attraversato dal torrente Orémo, un affluente dell'Elvo.
Confina a ovest con Sordevolo, a est con Biella, a sud con Occhieppo Superiore. A nord-ovest, Pollone abbraccia invece il Monte Mucrone (2335 m), dal quale si accede al
vasto territorio montano e boschivo della Riserva Naturale del Sacro Monte di Oropa, ai confini con i comuni di Fontainemore e Lillianes (Riserva del Monte Mars, dove nasce l'Elvo), questi già sotto la vicina regione Valle d'Aosta.
 A nord-est, un'importante attrattiva naturalistica risulta invece il Parco Burcina - Felice Piacenza, realizzato a partire da metà Ottocento per iniziativa degli imprenditori tessili Piacenza e, dal 1935, di proprietà del comune di Biella.

## Storia
Resti di un castelliere celtico sulle alture della Burcina, confermano la presenza di insediamenti già dal V secolo a.C.. Successivamente, gli antichi romani avevano qui dedicato una ara apollonis, dedicata al dio Apollo da cui, forse, l'etimo. Un'altra teoria, vuole che il toponimo derivi proprio dal nome botanico dato ai virgulti appena nati, vista la rigogliosa vegetazione del luogo. Successivo teatro di scorribande longobarde, i primi documenti arcivescovili citano il luogo come Pelligonum o Poleonum soltanto a partire dal XIII secolo circa.
Dal 1377, entrò a far parte del Ducato di Savoia. Tuttavia, il borgo fu abbastanza trascurato amministrativamente a partire dal XVI secolo; basti pensare che l'inizio della costruzione della parrocchiale dedicata a Sant'Eusebio prete, confessore romano, durò per quasi due secoli. Per tal motivo, il 1623 sarà l'anno di nascita del suo particolare stemma araldico: si tratta di un genietto alato al braccio sinistro e con un peso al braccio destro, circondato da ulivo, alloro, quercia e da un monte, simboli della natura circostante. Il motto riporta Paupertas summis obstat ingeniis ("la povertà è d'ostacolo ai più alti ingegni"), ricordando le condizioni di miseria che i pollonesi vissero in quel tempo.
Fortunatamente, il conte Giacinto Nomis di Valfenera, già proprietario della vicina contea di Cossila (attuale quartiere di Biella) e capostipite della dinastia "Nomis di Cossilla", proprietario anche di Trivero e Castelletto Cervo, nel 1722 acquistò anche Pollone. Il borgo rivide una fiorente rinascita, grazie anche al contributo di un suo discendente, il politico Antonio Nomis.
Anche il XX secolo vide Pollone come un fiorente borgo. Qui vi nacquero personalità come Alfredo Frassati, sua figlia la scrittrice Luciana Frassati, suo figlio Pier Giorgio Frassati, filantropo (beatificato santo nel 1990 da Papa Giovanni II) e il fondatore della casa editrice De Agostini di Novara. Fu altresì la residenza estiva del politico e filosofo italiano Benedetto Croce, al quale l'ingegnere Gustavo Colonnetti, nel 1960, volle dedicare l'attuale biblioteca civica, i cui lavori furono commissionati all'architetto Leonardo Mosso.

### Simboli
Lo stemma risale al 1623 ed è stato ufficialmente concesso con decreto del presidente della Repubblica il 27 giugno 1983.

## Società

### Evoluzione demografica
Abitanti censiti

## Monumenti e luoghi d'interesse
- Chiesa parrocchiale di Sant'Eusebio prete (XVI secolo)
- Chiesa di San Barnaba
- Chiesa di San Rocco
- Chiesa dei Santi Fabiano e Sebastiano

## Amministrazione
Di seguito è presentata una tabella relativa alle amministrazioni che si sono succedute in questo comune.
| Periodo        | Periodo        | Primo cittadino   | Partito                   | Carica  | Note  |
| -------------- | -------------- | ----------------- | ------------------------- | ------- | ----- |
| 24 aprile 1995 | 14 giugno 1999 | Emilia Piacenza   | lista civica              | Sindaco | [ 8 ] |
| 14 giugno 1999 | 14 giugno 2004 | Giuseppe Falchero | lista civica              | Sindaco | [ 8 ] |
| 14 giugno 2004 | 8 giugno 2009  | Giuseppe Falchero | lista civica              | Sindaco | [ 8 ] |
| 8 giugno 2009  | 26 maggio 2014 | Vincenzo Ferraris | lista civica              | Sindaco | [ 8 ] |
| 26 maggio 2014 | in carica      | Vincenzo Ferraris | lista civica Vivi Pollone | Sindaco | [ 8 ] |

## Sport

### Calcio
La principale squadra di calcio della città è l'A.S.D. Pollone che milita nel girone C di Prima Categoria.
Il comune di Pollone nel 1980 ospitò, dal 20 maggio al 16 giugno, il ritiro della nazionale di calcio dell'Italia in preparazione al campionato d'Europa 1980 e nella prima parte del torneo, che venne svolto in Italia.

## Galleria d'immagini
| - Frazione Cangio - Lo stabilimento tessile Piacenza |